# Pellaea mucronata
Pellaea mucronata là một loài thực vật có mạch trong họ Adiantaceae. Loài này được (D.C. Eaton) D.C. Eaton miêu tả khoa học đầu tiên năm 1859.

## Hình ảnh

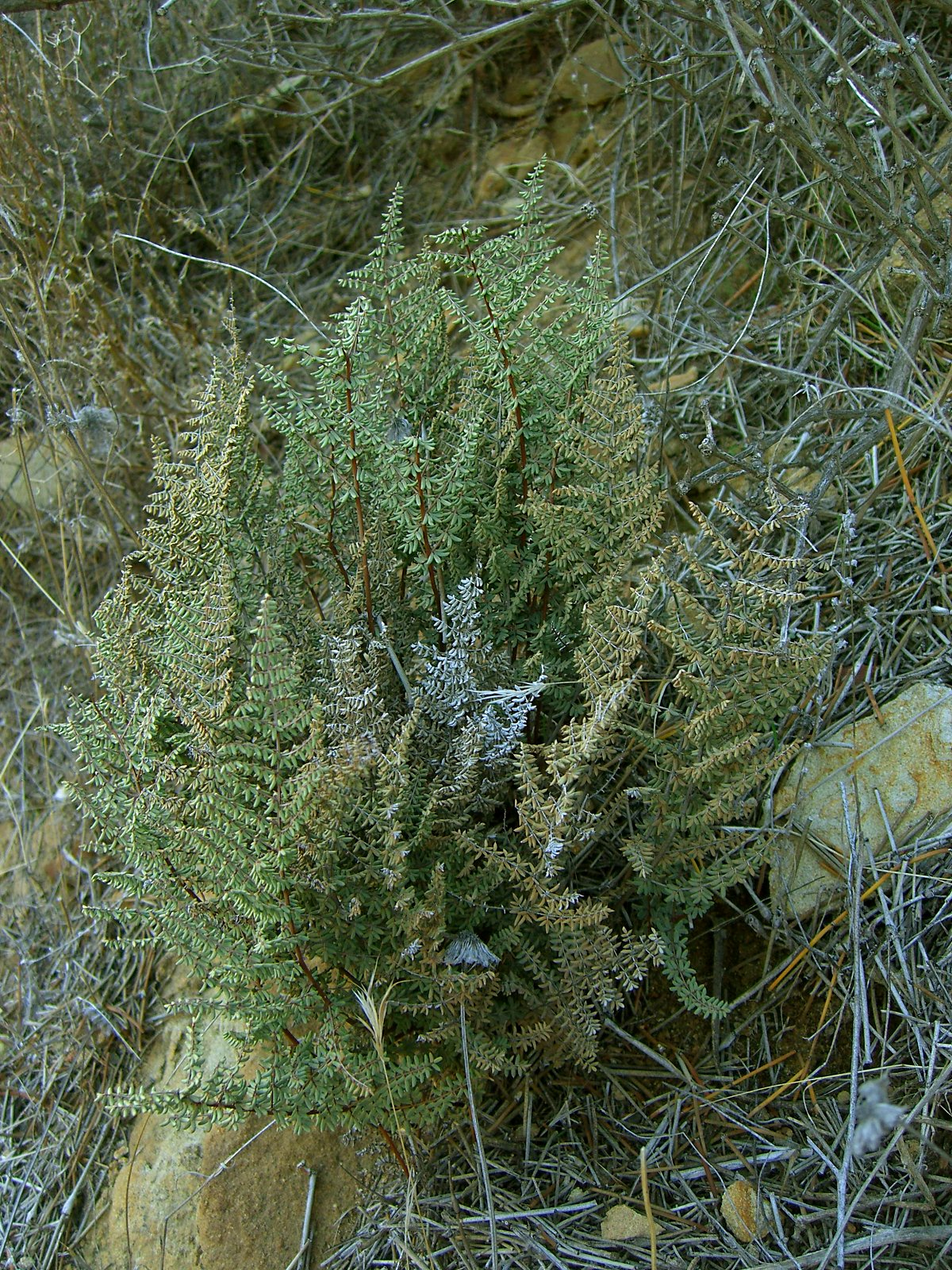
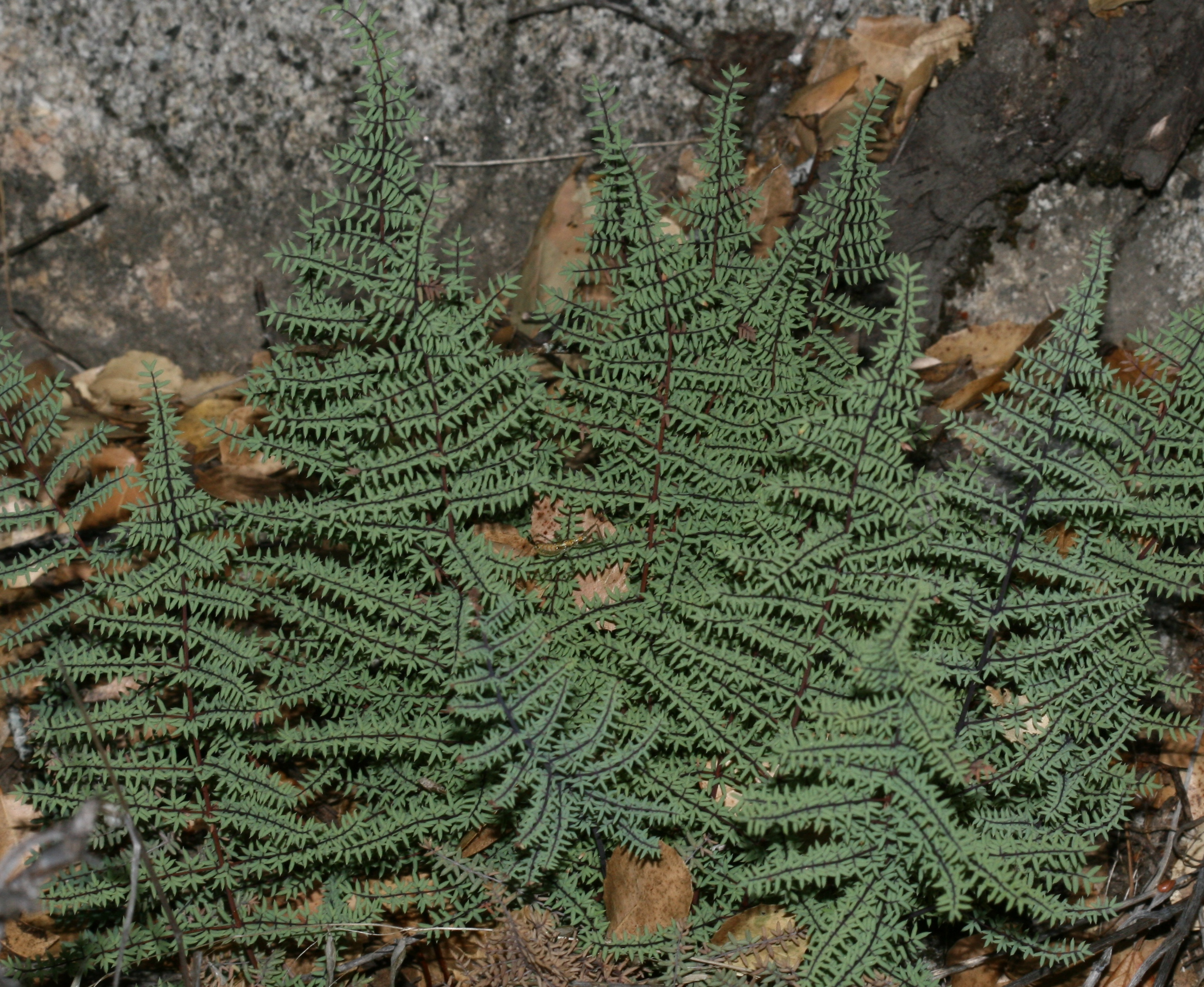
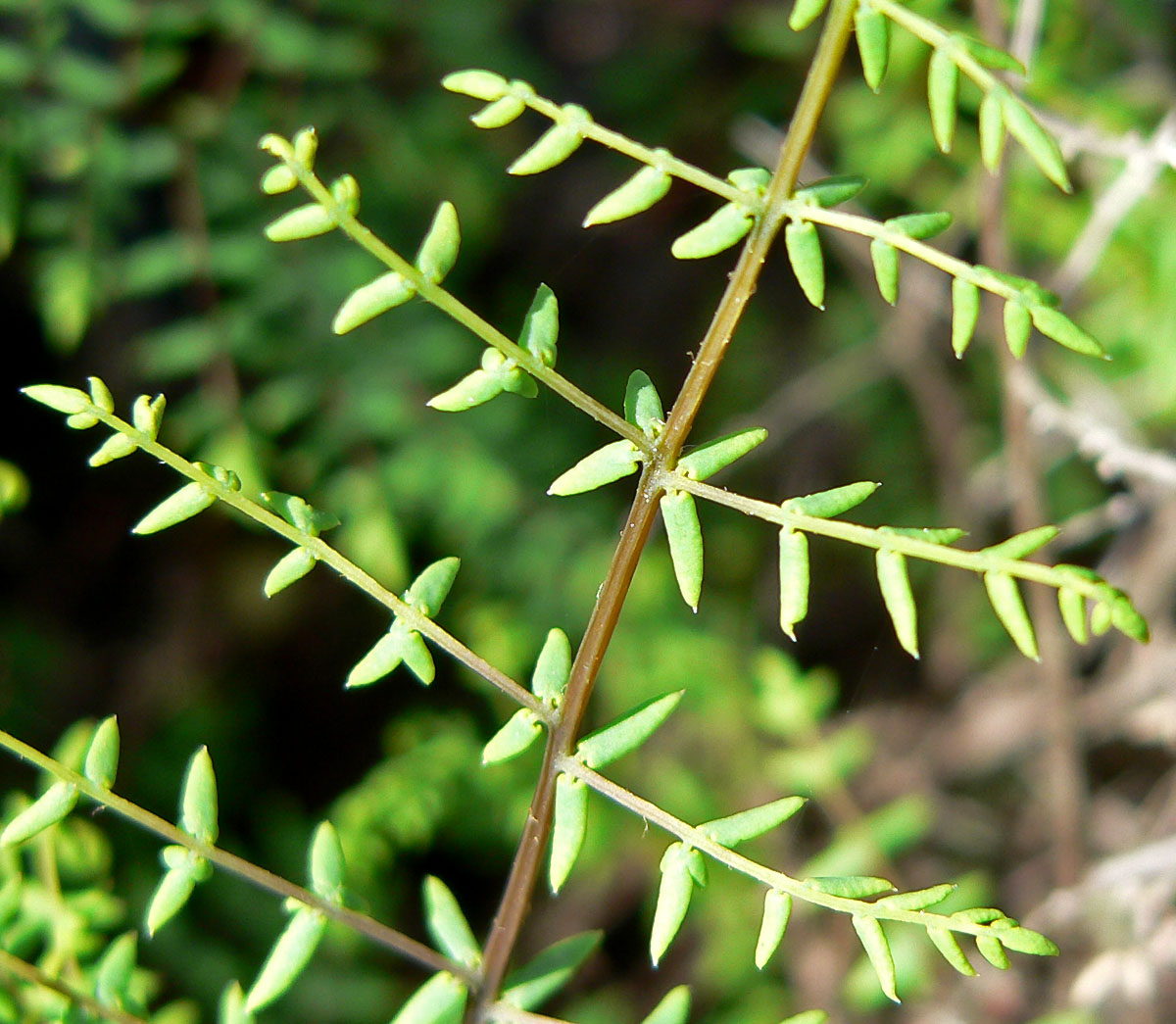
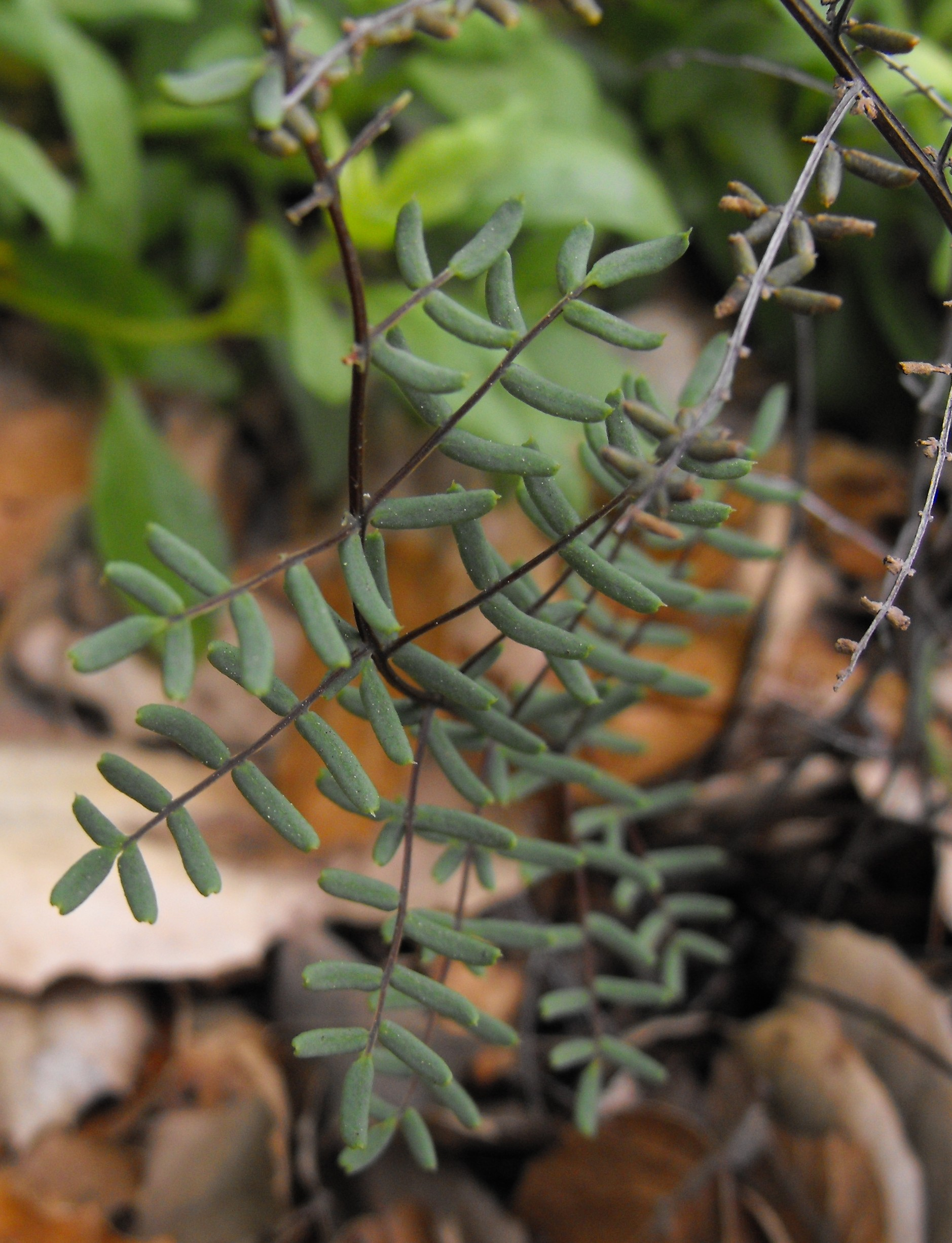